# Girtesma
Girtesma — рід совкових з підродини совок-п'ядунів який зустрічається в Коста-Риці.

## Систематика
У складі роду:
- Girtesma messala Schaus, 1913